# 1997年俾路支地震
1997年俾路支地震是指1997年2月28日发生于巴基斯坦俾路支省的强烈地震。该次地震震中位于北纬29.976度、东经68.208度，震级为MW 7.1级、Me 6.7级、Ms 7.3级，震源深度约为33千米，最大烈度为8(VIII)度。

## 发震背景
巴基斯坦处于阿拉伯板块和印度板块的交界处，其整体速度相对于欧亚板块而言为35至40毫米/年。而处于该国西南部的俾路支省一带，长期以来受阿拉伯板块岩石圈浅层的正断层的作用。阿拉伯板块在巴基斯坦和伊朗的马克兰海岸处俯冲至欧亚板块之下，并逐渐向北变深。在20世纪，俾路支省发生过多次强烈地震，其中破坏性最大的一次发生于1935年5月的7.3级地震。该次地震摧毁了该省数个城市，造成了至少3.5万人死亡。

## 震害情况
受本次地震影响，奎达等地的电力供应中断了3个小时左右。俾路支省的官员们通过航空调查，发现至少有500所房屋严重受损或倒塌，造成数千人无家可归。共有600余人在本次地震中死亡，还有100余人受伤。